# Terminologia giuridica latina
La lista di termini legali latini si riferisce a quei termini entrati soprattutto nel common law. Il diritto di origine anglosassone si distacca dalla tradizione del diritto giustinianeo e attraverso esso, del diritto romano, ma gli uomini di cultura parlavano spesso latino e pertanto molti termini latini divennero usuali anche nel diritto inglese e, attraverso esso, in quello statunitense.
Praticamente, quindi in tutto il mondo, sia pure qualche volta con accezioni differenti e spesso con pronunce all'inglese i termini seguenti sono usati in tutto il mondo giuridico.

## A
- A fortiori
- A posteriori
- A priori
- A quo
- Ab extra
- Ab initio
- Ab intestato
- Actio libera in causa
- Actus reus
- Ad colligenda bona
- Ad hoc
- Ad hominem
- Ad idem
- Ad infinitum
- Ad litem
- Ad personam
- Ad probationem
- Ad substantiam
- Ad quod damnum
- Ad valorem
- Accipiens
- Aditio hereditatis
- Aemulatio
- Affectio societatis
- Affidavit
- Aliud pro alio
- Aliquid novi
- Alter ego
- A mensa et thoro
- Amicus curiae
- Animus auctoris
- Animus nocendi
- Animus socii
- Arguendo
- Auctor delicti
- Auctor intellectualis

## B
- Bona fide
- Bona vacantia
- Banco iudicis
- Brevi manu

## C
- Cadit quaestio
- Capital
- Captatio benevolentiae
- Casus belli
- Cause
- Caveat
- Caveat emptor
- Certiorari
- Ceteris paribus
- Cogitationis poenam nemo patitur
- Compos mentis
- Compos sui
- Condicio sine qua non
- Consensus facit legem
- Consuetudo pro lege servatur
- Contra
- Contra bonos mores
- Contra legem
- Contradictio in adiecto
- Contra proferentem
- Coram non iudice
- Corpus
- Corpus delicti
- Corpus detinendi
- Corpus iuris
- Corpus iuris civilis
- Corpus iuris secundum
- Cui bono
- Cuius est solum eius est usque ad coelum et ad inferos
- Cuius regio, eius religio
- Culpa in vigilando
- Curia advisari vult
- Custos morum

## D
- De bonis asportatis
- Debellatio
- De bonis non administratis
- De cuius
- De die in diem
- De facto
- De futuro
- De integro
- De iure
- De lege ferenda
- De lege lata
- De minimis
- De minimis non curat lex
- De mortuis nil nisi bonum
- De novo
- De plano
- De probrum
- De qua
- De repetundis
- De vi
- Defalcation
- Delatio hereditatis
- Delegatio promittendi
- Delegatio solvendi
- Delegatus non potest delegare
- Deminutio iuris
- Dicta
- Dictum
- Dictum et promissum
- Dies a quo non computatur in termino
- Doli incapax
- Domicilium citandi et executandi
- Dominium plurium in solidum
- Dominium pro parte pro indiviso
- Dubia in meliora partem interpretari debent
- Duces tecum

## E
- Ei incumbit probatio qui dicit
- Eiusdem generis
- Eo nomine
- Eptio non tollit locatum
- Erga omnes
- Ergo
- Erratum
- Error in iudicando
- Error in procedendo
- Esse
- Et al
- Et cetera
- Et seq
- Ex aequo et bono
- Ex ante
- Ex cathedra
- Ex concessis
- Ex delicto
- Ex facie
- Ex gratia
- Ex matre
- Ex nunc
- Ex officio
- Ex parte
- Ex post
- Ex post facto
- Ex proprio motu
- Ex rel
- Ex propriis sensibus
- Ex turpi causa non oritur actio
- Exempli gratia
- Expressio unis est exclusio alterius
- Ex tunc
- Ex uxore

## F
- Facio ut des
- Facio ut facias
- Falsus procurator
- Felo de se
- Ferae naturae
- Fiat iustitia ruat caelum
- Fieri facias
- Flagrante delicto
- Forum conveniens
- Forum non conveniens
- Functus officio

## G
- Gravamen
- Guardian ad litem

## H
- Habeas corpus
- Habemus Papam

## I
- Idem debitum
- Ignorantia iuris non excusat
- Illo tempore
- Imprimatur
- In absentia
- In bonam partem
- In camera
- In curia
- In esse
- In extenso
- In extremis
- In flagrante delicto
- In forma pauperis
- In futoro
- In haec verba
- In lieu
- In limine
- In loco parentis
- In omnibus
- In pari delicto
- In pari materia
- In personam
- In pleno
- In prope persona
- In propria persona
- In re
- In re ipsa
- In rem
- In situ
- In solidum
- In terrorem
- In terrorem clause
- In toto
- Inadimpleti contractus
- Inaudita altera parte
- Indicia
- Infra
- Innuendo
- Inter alia
- Inter arma enim silent leges
- Inter rusticos
- Inter se
- Inter vivos
- Interversio tituli
- Intra
- Intra fauces terra
- Intra legem
- Intra moenia
- Intra vires
- Intuitus personae
- Ipse dixit
- Ipsissima verba
- Ipso facto
- Iura novit curia
- Iurat
- Iuris et de iure
- Ius
- Ius ad aedificandum
- Ius ad bellum
- Ius civile
- Ius cogens
- Ius commune
- Ius exclusivae
- Ius gentium
- Ius in bello
- Ius inter gentes
- Ius naturale
- Ius persequendi
- Ius postulandi
- Ius praeferendi
- Ius primae noctis
- Ius publicum europaeum
- Ius sanguinis
- Ius soli

## L
- Lacunae
- Leges humanae nascuntur, vivunt, moriuntur
- Legitime
- Lex communis
- Lex lata
- Lex posterior derogat priori
- Lex retro non agit
- Lex scripta
- Lex specialis derogat legi generali
- Lex superior derogat legi inferiori
- Liberum veto
- Lingua franca
- Lis pendens
- Locus
- Locus delicti
- Locus in quo
- Locus poenitentiae

## M
- Magna Carta
- Magnum opus
- Male fide
- Malum in se
- Malum prohibitum
- Mandamus
- Mare clausum
- Mare liberum
- Mens rea
- Modus operandi
- Mos pro lege
- Motion in limine
- Mutatis mutandis L.S. "locus sigilli

## N
- Ne exeat
- Ne bis in idem
- Nemo dat quod non habet
- Nemo debet esse iudex in propria
- Nemo iudex in causa sua
- Nemo plus iuris ad alium transferre potest quam ipse habet
- Nemo sibi titulum adscribit
- Nexus
- Nihil dicit
- Nil
- Nisi
- Nisi prius
- Nolle prosequi
- Nolo contendere
- Non bis in idem
- Non compos mentis
- Non constat
- Non est factum
- Non faciat malum, ut inde veniat bonum
- Non liquet
- Non obstante verdicto
- Non profit
- non sequitur
- Nota bene
- Nulla bona
- Nulla poena sine lege
- Nullum crimen, nulla poena sine praevia lege poenali
- Nunc pro tunc
- Nemini res sua servit

## O
- Obiter dictum
- onus probandi
- ope legis
- Opinio iuris sive necessitatis

## P
- Pacta sunt servanda
- Pactum de contrahendo
- Pactum de quota litis
- Pactum in favorem tertii
- Pactum reservati dominii
- Pactum successorium
- Par delictum
- Parens patriae
- Pater familias
- Pendente lite
- Per
- Per capita
- Per compulsum
- per contra
- Per curiam
- Per diem
- Per facta concludentia
- Per minas
- Per pro
- Per quod
- Per relationem
- Per se
- Per stirpes
- Persona non grata
- Posse comitatus
- Post mortem
- Post mortem auctoris
- Praetor peregrinus
- Pretium doloris
- Prima facie
- Primogeniture
- Prius quam exaudias ne iudices
- Probatio vincit praesumptionem
- Pro bono
- Pro bono publico
- Pro forma
- Pro hac vice
- Pro per
- Pro rata temporis
- Pro se
- Pro tanto
- Pro tem
- Pro tempore
- Pro veritate
- Propria persona

## Q
- Quaeritur
- Quaere
- Quantum
- Quantum meruit
- Quasi
- Quid pro quo
- Qui pro quo
- Quo ante
- Quoad hoc

## R
- Ratio decidendi
- Ratio scripta
- Rebus sic stantibus
- Res iudicata
- Res gestae
- Res ipsa loquitur
- Res nullius
- Res publica
- Res publica christiana
- Respondeat superior
- Restitutio in integrum
- Reiectis contrariis

## S
- Salus populi est suprema lex
- Scandalum magnatum
- Scandalum magnum
- Scienter
- Scintilla
- Scire facias
- Scire feci
- Se defendendo
- Sedes matriae
- Semble
- Seriatim
- Sine die
- Sine qua non
- Situs
- Stare decisis
- Stricto sensu
- Sua sponte
- Sub iudice
- Sub modo
- Sub nomine
- Sub silentio
- Sub poena
- Subpoena ad testificandum
- Subpoena duces tecum
- Suggestio falsi
- Sui generis
- Sui iuris
- Summum ius, summa iniuria
- Suo moto
- Supersedeas
- Suppressio veri
- Supra
- Servitus in faciendo consistere nequit

## T
- Terra nullius
- Trinoda necessitas

## U
- Uberrima fides
- Ubi maior minor cessat
- Ultra dimidium
- Ultra posse nemo obligatur
- Ultra vires
- Universitas facti
- Universitas personarum
- Universitas rerum
- Uno contextu
- Uno flatu
- Usucapio
- Usufructus
- Uti possidetis

## V
- Vacatio legis
- Vel non
- Venire contra factum proprium
- Veto
- Vice versa
- Vide
- Videlicet
- Vigilantibus non dormientibus aequitas subvenit
- Vis maior
- Vitium in contrahendo
- Vocatio iudicis
- Volenti non fit iniuria
- Verba volant scripta manent